# Глоссарий морфологии листьев
Ниже приведен список терминов, которые используются для описания морфологии листьев при описании и таксономии растений.
Использование этих терминов обычно не ограничивается только листьями, а может применяться при описании морфологии многих других частей растений, например, прицветников, листочков, стебельков, чашелистиков, лепестков, или трихом.
Латинское слово, обозначающее «лист», лат. folium является словом среднего рода. При описании одного листа используется окончание прилагательного в форме среднего рода единственного числа, например, лат. folium lanceolatum — «ланцетный лист», лат. folium lineare — линейный лист. В описаниях нескольких листьев используется множественное число среднего рода, например, лат. folia linearia — линейные листья. В описаниях растения обычно используется отглагольное единственное или множественное число, например, лат. foliis ovatis — с яйцевидными листьями.
| # А Б В Г Д Е Ё Ж З И К Л М Н О П Р С Т У Ф Х Ц Ч Ш Щ Э Ю Я |

## А
- Абаксиа́льный (от лат. ab — «от» и лат. axis — «ось») — расположенный на стороне бокового органа побега (листа или спорофилла) растения, обращённой при закладке от конуса нарастания (вершины) побега.
- Адаксиа́льный (от лат. ad — «к» и лат. axis — «ось»)  — расположенный на стороне бокового органа побега (листа или спорофилла) растения, обращённой при закладке к конусу нарастания (вершины) побега.
- Асимметричный — имеющий форму, через которую нельзя провести ни одной плоскости симметрии. Форма лопастей различна с каждой стороны от центрального ребра.Таковы, например, неравнобокие листья вязов.

## В
- Вальковатый — лист, ширина которого менее в чем в четверо превышает его толщину, например «иглы» хвойных или лисья многих солянок[1].
- Веерообразный (лат. flabellatus) — имеющий форму веера.
- Влага́лище (англ. sheath, лат. vaginula) — часть листа, находящаяся у основания, расширенная в виде желобка или трубки и охватывающая стебель.
- Выемчатый (лат. sinuatum) — продолговатый с кругловатыми выемками и долями. Дуб черешчатый

## Д
- Дважды-двойчатый (лат. bigeminum, bigeminatum) — лист, от черешка которого отходят два черешочка второго порядка, от каждого, в свою очередь, отходят по два листочка.
- Двойной (лат. binatum, geminatum)[2][3] — сложный лист, состоящий из двух листочков.
- Двойчато-перистый (лат. conjugato-pinnatum)[4] — лист, от общего черешка которого отходят два перистых листочка.
- Двойчатый см. Двойной
- Двусложный (лат. decomposita)[2] — сложный лист, в котором листочки замещаются сложными листьями.
- Дельтавидный — форме напоминает греческую букву Дельта, треугольная, ножка прикрепляется сбоку.
- Дольчатый — разделенный щелями, может быть перисто- или пальчато-лопастным.

## З
- Заострённый (лат. aristatus) — заканчивающийся острым, похожим на хвост остриём.

## И
- Игольчатый (лат. acicularis) — тонкий и заострённый, похож на иглу.

## К
- Клиновидный (лат. cuneatus) — в форме клинка, черешок крепится к удлиненной части.
- Колючий — с неэластичными, острыми концами, как у некоторых падубов и чертополоха.
- Копьевидный (лат. hastatus) — лист с острыми, расходящимися в стороны лопастями в нижней части листовой пластинки
- Косой (лат. subdimidiatum, dimidiatum, obliquum) — имеющий одну половину уже другой. Косо-яйцевидный у Celtis occidentalis, кососердцевой у Begonia[5].
- Круглый (лат. orbiculatum) — имеющий форму, у которой поперечник во все стороны равен[4].

## Л
- Ланцетный (лат. lanceolatus) — имеющий продолговатую форму ланцета с заострёнными верхушкой и основанием, напр. лист у лавра (Laurus)
- Линейный — длинный узкий лист, длина которого превосходит его ширину в (4)5–10 раз и более.
- Лировидный — перисто-рассечённый или перисто-раздельный лист, верхушечный сегмент или доля которого значительно крупнее боковых, напр. у редьки (Raphanus)
- Лопастной (лат. lobed) — простой лист, разделённый на лопасти, при этом глубина разрезов простирается меньше чем на половину полупластинки[6][7].

## Н
- Непарноперистый (лат. impari-pinnatum)[8] — перисто-сложный лист, который оканчивается верхушечным непарным листиком, то есть общее число листочков в сложном листе нечётное.
- Нечётноперистый см. Непарноперистый

## О
- Обратноланцетовидный (лат. oblanceolatus) —   простой цельный лист, длина больше ширины в 3–4 раза, самая широкая часть расположена ближе к верхушке.
- Обратносердцевидный (лат. loobcordatus) — имеющий форму сердца, стебель прикрепляется к сужающемуся концу.
- Обратноширокояйцевидный — простой цельный лист, ширина примерно равна длине, самая широкая часть расположена ближе к верхушке.
- Обратнояйцевидный (лат. obovatus) — простой цельный лист, длина больше ширины в 1,5–2 раза, самая широкая часть расположена ближе к основанию.
- Овальный (лат. ellipticum) — имеющий форму овала, когда длина почти вдвое больше поперечника, и оба конца равны и округлы. Например у Pyrus Ame
- Одиночный сложный (лат. lomentaceum, vertebratum)[9] — сложный лист, который имеет только один листочек на оси листа, но есть очевидный сустав между черешочком листочка и общим черешком.
- Округлозубчатый — с волнообразными зубцами по краю, как у бука.
- Округлый (лат. orbicularis) — ширина примерно равна длине, самая широкая часть расположена ближе к центру
- Очерёдный — расположенный на стебле по одному (в очередь) на каждый узел.

## П
- Пазуха листа — угол, образованный листом (черешком листа) и вышерасположенным междоузлием стебля.
- Пальчато-дробный — лист, имеющий лопасти, доли или листочки, в числе больше трёх, выходящие радиусом из одной точки[10].
- Пальчато-лопастной (лат. palma + findere) — простой лист с пальчатыми лопастями с надрезами, которые простираются менее чем на половину ширины листовой пластинки[11]
- Пальчато-перистый (лат. digitato-pionatum)[4] — лист, от общего черешка которого отходят 4 или 5 перистых листочка.
- Пальчато-разделёный (лат. palma + partiri) — простой лист с пальчатыми лопастями с надрезами, которые простираются более чем на половину ширины листовой пластинки
- Пальчато-рассечённый (лат. palma + secare) — простой лист с пальчатыми лопастями с надрезами, которые простираются глубоко, почти, но не до самого черешка.
- Перисто-дробный — лист, имеющий лопасти, доли или листочки, расположенные в два ряда по бокам средней жилки или стрежня листа[10].
- Перисто-лопастной лист (лат. pinna + findere) — простой лист с перистыми лопастями, с надрезами, которые простираются менее чем на половину ширины листовой пластинки .
- Пальчатый (лат. palmatus) — части листовой пластинки расходятся веерообразно от верхушки черешка.
- Перисто-рассечённый (лат. pinnatiséctus) — простой лист, рассечённый более чем на ⅔ полуширины листовой пластинки.
- Перистый (лат. pinna + findere) — имеющий доли, распределенные по длине вдоль главной жилки
- Перфорированный (лат. perforatus) — имеющий многочисленные отверстия на поверхности.
- Пильчатый — с несимметричными зубчиками, направленными вперёд в сторону макушки листа, как у крапивы.
- Пластинка — основная часть листа, в которой происходят все основные физиологические процессы, связанные с фотосинтезом.
- Пластинчатый — лист, у которого ширина по крайней мере в 4–5 раз, а большей части многократно превышает толщину[12].
- Почковидный (лат. reniformis) — имеющий форму почки.
- Пронзённый (лат. perfoliatus) —  когда лопасть листа окружает стебель так, что стебель как бы проходит сквозь лист.
- Простой — лист, листовая пластинка которого не расчленяется на листочки.

## Р
- Раздельный (лат. partitus) — простой лист, с глубокими вырезами, простирающимися больше чем на половину полупластинки.
- Рассечённый (лат. sectus) — простой лист, с глубокими вырезами, простирающимися до основания, разделенный на доли так, что отличается от сложного только недостатком сочленений.

## С
- Сердцевидный (лат. cordatus) — имеющий форму сердца, яйцевидный лист с острой верхушкой и выемчатым основанием.
- Серповидный falcatus — Sickle-shaped.
- Сидячий — не имеющий выраженного черешка и прикрепляющийся к стеблю нижней частью пластинки[13]
- Складчатый (лат. plicatus) — olded into pleats, usually lengthwise, serving the function of stiffening a large leaf.
- Стреловидный (лат. sagittatus) — заостренный лист, с колючками, по форме напоминающий острие копья, с расширяющимися заостренными долями у основания.
- Струговидный — перисто-раздельный или перисто-рассечённый лист с острыми треугольными долями или сегментами, нередко с оттянутыми кончиками к основанию листа[14].
- Суставчатый (лат. lomentaceum, vertebratum)[9] — сложный лист, который имеет только один листочек на оси листа, но есть очевидный сустав между черешочком листочка и общим черешком.

## Т
- Трёхлистный (лат. ternatum, tridactylium)[2][15] — частный случай сложного листа, если он состоит из трёх листочков на общем черешке[16].
- Трижды-двойчатый (лат. tergeminum)[9] — лист, от черешка которого отходят две пары листиков и два черешочка второго порядка, от каждого, в свою очередь, отходят по два листочка.
- Тройной — см. Трёхлистный
- Тройчато-перистый (лат. ternato-pinnatum)[4] — сложный лист, от общего черешка которого отходят три перистых листочка.
- Тройчатосложный — см. Трёхлистный
- Тройчатый — см. Трёхлистный
- Тупой (лат. obtusus) — с верхушкой, имеющей угол больше 90°.

## Х
- Хво́я — листоподобные органы многих голосеменных (хвойных) растений.

## Ц
- Цельнокрайний (лат. Forma integra) — имеющий край в виде ровной прямой или кривой линии[10], ровный; с гладким краем; без зубцов.
- Цельный — лист, имеющий пластинку без крупных выемок и лопастей или долей[10].

## Ч
- Черешковый — лист, листовая пластинка которого крепится к стеблю через черешок.
- Черешок — суженная ножковидной часть листа, прикрепляющая пластинку к стеблю.
- Четверичный лист (лат. quadrinatum, tetradactylium)[8] —  частный случай сложного листа, если он состоит из четырёх листочков на общем черешке.

## Щ
- Щитовидный (лат. peltatus) — лист, у которого черешок прикрепляется около центра. Примером может служить лист лотоса.

## Э
- Эллиптический (лат. ellipticus) — имеющий форму эллипса, когда длина почти вдвое больше поперечника, и оба конца равны и заострённы[5], или (по Фёдорову Ан. А. и др.)  если пластинка листа имеет форму правильного эллипса, продольное измерение которого превышает поперечное от 1,2 до 2,5 раз[17]. Например, Камелия японская.

## Я
- Яйцевидный (лат. ovatus) — длина листовой пластинки больше ширины в 1,5–2 раза, самая широкая часть расположена ближе к основанию, нижняя часть более округлая, чем нижняя. Форма напоминает яйцо

| изображение | термин              | латынь            | применимо к            | Описание |
| ----------- | ------------------- | ----------------- | ---------------------- | --- |
|             | верхушечный         | apiculatus        | верхушка листа         | Сужается и заканчивается коротким, тонким концом. |
|             | волнистый           | undulatus         | 3-d shape              | Wave-like |
|             | выемчатый           | emarginatus       | верхушка листа         | Слегка вогнут на кончике. |
|             | выемчатый           |                   | верхушка листа         | With a shallow notch in a round apex. |
|             | дольчатый           | lobatus           | лист в целом           | Разделенный щелями, может быть перисто- или пальчато-лопастным. |
|             | извилистый          | sinuatus          | 3-d shape              | Circularly-lobed kind of leaves |
|             | клиновидный         | cuneatus          | leaf base              | Треугольная, клиновидная, стебель крепится к острию. |
|             | клинообразный       |                   | entire leaf            | Narrowly triangular, widest on the opposite end from the stem, with the corners at that end rounded.                                                                                         |
|             | косой               |                   | leaf base              | Асимметричное основание листа, одна сторона которого ниже другой. |
|             | копьевидный         | sagittatus        | entire leaf            | Arrowhead-shaped with the lower lobes folded, or curled downward |
|             | ламинарный          |                   | 3-d shape              | плоский (применимо к большинству листьев) |
|             | линейный            | linearis          | лист в целом           | лист, у которого длина пластинки во много раз превосходит ее ширину – относительно одинаковую на всем протяжении листовой пластинки, напр. листья растений сем. Мятликовые (Роасеае)         |
|             | лапчатый            | pedatus           | лист в целом           | Palmate, with cleft lobes. |
|             | ленточный           | loratus           | лист в целом           | Имеющие форму ремешка или ремешка. |
|             | лопатовидный        | spathulatus       | лист в целом           | Spoon-shaped; having a broad flat end which tapers to the base |
|             | мечевидный          | ensiformis        | лист в целом           | По форме напоминает меч, длинный и узкий с острым заостренным концом. |
|             | многораздельный     | multi + findere   | entire leaf            | Расколота на множество частей или долей.. |
|             | нитевидный          | filiformis        | лист в целом           | Thread- or filament-shaped. |
|             | остроконечный       | cuspidatus        | верхушка листа         | With a sharp, elongated, rigid tip; tipped with a cusp. |
|             | остроконечный       | acuminatus        | верхушка листа         | Сужается к длинной точке вогнутым образом. |
|             | острый              |                   | верхушка листа or base | Заостренный, с короткой острой вершиной, наклоненной под углом менее 90°. |
|             | остроюнечный        | mucronatus        | верхушка листа         | Резко оканчивается небольшим острым концом как продолжение средней жилки.. |
|             | округлённый         | rotundifolius     | верхушка листа or base | Округлый, без выступающих вершин. |
|             | однолистный         | unifoliatus       | compound leaves        | С одной листовкой. Отличается от простого листа наличием двух слоев абциссии, часто черешками и прилистниками.                                                                               |
|             | продолговатый       | oblongus          | лист в целом           | Having an elongated form with slightly parallel sides, roughly rectangular. |
|             | пальчатый           | digitatus         | лист в целом           | With finger-like lobes, similar to palmate. |
|             | пандуровидный       | panduratus        | лист в целом           | В форме пандура; обратнояйцевидные с сужением около середины. |
|             | перисто-лопастный   | pinna + lobus     | лист в целом           | Having lobes pinnately arranged on the central axis. |
|             | перисто-рассеченный | pinnatiséctus     | лист в целом           | Наличие долей с надрезами, которые простираются более чем наполовину в сторону серединки. |
|             | полутупой           | subobtusus        | верхушка листа or base | Несколько притупленный, ни тупой, ни острый |
|             | перисто-рассечённый | pinnatus + sectus | entire leaf            | Having lobes with incisions that extend almost, or up to midrib. |
|             | расщепленный        | lacinatus         | entire leaf            | Very deeply lobed, the lobes being very drawn out, often making the leaf look somewhat like a branch or a pitchfork.                                                                         |
|             | ромбовидный         | rhomboidalis      | лист в целом           | Diamond-shaped. |
|             | ромбовидный         |                   | лист в целом           | В форме мастерка каменщика |
|             | серповидный         | falcatus          | лист в целом           | Sickle-shaped. |
|             | стреловидный        | hastatus          | лист в целом           | Копьевидный: Заостренный, с колючками, по форме напоминающий острие копья, с расширяющимися заостренными долями у основания.                                                                 |
|             | сбежистый           | attenuatus        | leaf base              | Листовая пластинка сужается вниз от черешка к узкому основанию, всегда имея немного листового материала с каждой стороны черешка.                                                            |
|             | стреловидный        | hastatus          | entire leaf            | see hastate. |
|             | тупой               | obtusus           | верхушка листа         | Тупой, образующий угол > 90°. |
|             | шиловидный          | subulatus         | верхушка листа         | Awl-shaped with a tapering point |
|             | хвостатый           | caudatus          | верхушка листа         | Хвост на вершине. |
|             | усатый              |                   | верхушка листа         | Наличие стержня, который выходит за пределы листовой пластинки или листочков и превращается в длинный хлыстообразный отросток или циррус (обычный для лазающих пальм). эциррат: без цирруса. |
|             | ушковидный          | auriculatus       | leaf base              | Имеющие ушковидные придатки, выходящие за пределы прикрепления к черешку или стеблю (в случае сидячего листа).                                                                               |
|             | усечёный            | truncatus         | верхушка листа or base | С прямоугольным концом |
|             | эллиптический       | ellipticus        | entire leaf            | Shaped like an ellipse, with a short or no point. |
|             | fenestrate          | fenestratus       | leaf surface features  | Крупные отверстия в листе, см. перфорацию. Иногда используют для описания листьев эпидермиса.                                                                                                |
|             | obtrullate          |                   | entire leaf            | Reversed trullate, the longer sides meet at the base rather than the apex. |
|             | semiterete          |                   | 3-d shape              | Rounded on one side, but flat on the other. |

## Край
Края листьев (кайма) часто используются при визуальной идентификации растений, поскольку они обычно совпадают в пределах вида или группы видов, и их легко заметить. Кромка и край взаимозаменяемы в том смысле, что оба они относятся к внешнему периметру листа.
| Image | Термин           | Latin              | Описание                                                                                                  |
| ----- | ---------------- | ------------------ | --- |
|       | реснитчатый      | ciliatus           | Fringed with hair                                                                                         |
|       | округлозубчатый  | crenatus           | Wavy-toothed; dentate with rounded teeth                                                                  |
|       | crenulate        | crenulatus         | Finely crenate                                                                                            |
|       | crisped          | crispus            | Curly |
|       | dentate          | dentatus           | Toothed; may be coarsely dentate, having large teeth or glandular dentate, having teeth which bear glands |
|       | denticulate      | denticulatus       | Finely toothed                                                                                            |
|       | doubly serrate   | duplicato-dentatus | Each tooth bearing smaller teeth                                                                          |
|       | serrate          | serratus           | Saw-toothed; with asymmetrical teeth pointing forward                                                     |
|       | serrulate        | serrulatus         | Finely serrate                                                                                            |
|       | sinuate          | sinuosus           | With deep, wave-like indentations; coarsely crenate                                                       |
|       | lobate           | lobatus            | Indented, with the indentations not reaching the center                                                   |
|       | undulate         | undulatus          | With a wavy edge, shallower than sinuate                                                                  |
|       | spiny or pungent | spiculatus         | With stiff, sharp points such as thistles                                                                 |

| Image | Term               | Latin     | Description |
| ----- | ------------------ | --------- | --- |
|       | carinate or keeled | carinatus | With a longitudinal ridge, keel-shaped                                                                                    |
|       | conduplicate       |           | Сложенные вверх, с поверхностями, близкими к параллельным                                                                 |
|       | cucullate          |           | Forming a hood, margins and tip curved downward                                                                           |
|       | involute           |           | Rolled upwards (towards the adaxial surface)                                                                              |
|       | plicate            | plicatus  | With parallel folds |
|       | reduplicate        |           | Folded downwards, with the surfaces close to parallel                                                                     |
|       | revolute           |           | Rolled downwards (towards the abaxial surface)                                                                            |
|       | supervolute        |           | Opposing left and right halves of lamina folded along longitudinal axis, with one half rolled completely within the other |